# Josep Planas
Josep Planas,  född 1901 i Barcelona, död 1977, var en spansk fotbollsspelare och tränare. Han spelade i UE Sant Andreu och FC Barcelona. Han tränade Racing de Ferrol, FC Barcelona, Real Valladolid, RCD Espanyol, Real Murcia, Celta Vigo, Deportivo La Coruña, Real Zaragoza, Granada CF, Racing de Ferrol och CD Tenerife.
Han tränade också Ecuadors landslag.